# 2012年什邡市反对钼铜项目事件
2012年什邡市反对钼铜项目事件，通稱什邡事件、什邡钼铜事件，是发生在中华人民共和国西南部四川省什邡市的一起群体性事件，起因是什邡市及周边地区的学生和居民因担心四川宏达股份有限公司投产的钼铜多金属资源深加工综合利用项目会对环境和公共卫生构成威胁，于2012年7月1日至3日进行了大规模的抗议活动，抗议人士中有相当一部分是学生，整个活动吸引了数千人参加。公安干警被派往现场驱散示威群众，并有报道称他们还向人群中发射了催泪弹和眩晕手榴弹。中国官方称部分示威者冲进了政府大楼并砸毁车辆。抗议活动的图像和视频在遍布中国的微博和社交网站上流传，其中一些显示示威者遭到痛打。7月3日，当地政府宣布“不会再建钼铜项目”，并且释放了大部分被捕的示威者，抗议活动就此结束，但仍然有6名在押示威者未被释放。
这次抗议活动以其规模之大、部分参与者身份之特殊，以及示威目标的最终实现而备受关注。此次事件也是2010年代初以来与日俱增的大型环保抗议活动中人民成功實現訴求的案例之一。

## 背景
什邡市地区是受汶川大地震影响最严重的地区之一，遭受了惨重的人员伤亡和严重的基础设施破坏。什邡市凭借其丰富资源使得化工产业一直长期占居着地方经济的重要地位。四川宏达股份有限公司的钼铜冶炼厂是什邡市经济复兴的一个重点项目，也是什邡市首个百亿级投资项目。该工厂计划建成世界上最大的冶炼厂之一，其建设旨在通过创造数以千计的就业机会来刺激经济增长。中华人民共和国环境保护部表示，这家耗资17亿美元建造的工厂每年将提炼出4万吨钼和40万吨铜。该工廠建設项目自2010年10月份時已经开始运作，並於2010年11月18日至2011年7月6日先后收到四川省安全技术监督管理局、四川省发展和改革委员会、四川省水利厅、四川省卫生厅出具的包括安全生产、水土保护、职业病防治在内的多项批复文件，不過截至2012年抗議爆發時，众多什邡当地民众对該项目几乎一无所知。
铜的冶炼和提炼工序会产生多种有毒副产品，其中包括水银、二氧化硫和砷。什邡市及周边地区的居民担心，这些污染物会渗入城市的空气和供水系统。批评者还进一步指责政府在审查或披露工厂对环境可能产生的潜在影响问题上缺乏透明度。公众与环境中心主任马军在接受《卫报》采访时表示，政府“只发布了工厂环境报告的简短版本，该报告没有提供固体废物和废水的信息。”他还补充道：“重金属项目始终会有高度的污染性，（所以）老百姓当然会有所担忧。”有报道称该市居民曾向政府请愿中止这一项目，但后者没有采取任何行动。路透社报道称虽然许多当地居民支持这一创造就业机会的努力，但仍对政府没有与公众协商并充分解决环境问题的做法感到失望。

## 抗议
6月29日，四川宏达股份有限公司为钼铜冶炼厂奠基，工厂建设拉开了序幕。6月30日、7月1日，数百名学生聚集在市政府大楼前对该项目进行抗议。7月2日和3日，抗议人数进一步增加到数千名，还有一些来自附近的广汉市的学生，他们在大街和政府机关前游行，要求暂停冶炼厂项目。抗议者携带横幅，上面写有“团结起来，为下一代保护环境”、“保卫家园，反对化工厂建设”或“我们可以牺牲，我们是90后”等字样。《南华早报》报道称抗议人数增加到了数万人。
政府和国营媒体报道称抗议活动演变成了暴力冲突，示威者推翻警车，并向政府大楼投掷砖块。警察被派往现场平息抗议活动，向人群发射了催泪弹和眩晕手榴弹，27名示威者被逮捕。网上流传的图片和视频显示抗议人士受到殴打，身上有血迹，警察手持警棍并向人群抛投催泪瓦斯。一些围观和路過的群眾也被打傷。目击者告诉《南华早报》记者，约有8000名警察沿城市主干道驻扎，治安警察使用武力驱散抗议者。。7月2日什邡政府政府网站发布了就部分学生市民集体上访一封公开信，信中首先呼吁市民保持冷静，接着申明宏达钼铜有限公司经过了国家多个部委的批准，生产过程科学不会对环境造成影响，并在文章最后告诉市民要讲科学不要被境外势力利用。信的末尾还附带了水质检验员、排水公司和化学检验高技、食品检验三级化验员等的身份信息和证件。当地政府于7月3日早上宣布取消钼铜冶炼厂的建设。抗议活动持续到当天晚上，示威者要求释放被拘留的抗议人士，其中大部分是学生。7月3日深夜，27名被逮捕的抗议者中有21名获释。仍然在押的6人将因为他们在示威活动中所起的作用而面临刑事和行政控罪，不过抗议人群这时已经散去。
7月9日，由于听闻未经证实的传言称有一位14岁大的小女孩在示威过程中被活活打死，公众再次短暂进行了示威。不过，政府部门一直对有关人员伤亡和大规模流血的报道予以否认，声称只有少数几位市民和警察受伤。当地政府称警察在处理抗议活动时“采取了十分克制的态度”。

### 余波
抗议事件过去两个月后，当地居民告诉《纽约时报》记者称四川宏达的项目没有恢复的迹象，示威结束后该市一直很平静。四川宏达股份有限公司的一位高管于7月9日告诉《财经》杂志记者称，未来钼铜冶炼厂是否会继续建设，以及是否会座落在四川省这两点都还不明确。
当地政府原本为钼铜冶炼厂的建设而征用了约2300位村民的土地，并承诺会向他们提供住房和补偿，这些村民分别来自多个不同的村庄，他们于2011年11月收到拆迁通知，并在次月看到自己的家园被拆毁。但这次示威活动后，他们的住房和补偿有了疑问。截止2012年7月，他们还没有收到政府承诺的补偿。
在2012年10月25日召开的什邡市领导干部大会上，经四川省委同意，德阳市委决定免去什邡市委书记李金成和左正什邡市委书记的职务，前什邡市长李卓继任成为新的市委书记。
2013年李卓在接受潇湘晨报采访时对“钼铜项目会不会重启”表示“什邡市的钼铜项目要依据老百姓，取决于民意，取决于发展过程中大家的智慧。如果在他们不了解不理解不支持的情况下将停止建设不再建设。”对于什邡市经济发展，他表态称什邡市需要的是强大的发展实力而不是什么称号强，他鼓励企业（及钼铜项目）走出去。李卓还表示他们另一个任务是去引导人民理性、科学、尊法守法地去表达他们的利益诉求。

## 意义

### 学生的角色
什邡事件部分程度上是因为其示威人群的组成而引人注目，很大程度上是由年轻的学生组织和领导的。虽然中国每年都会发生数以万计的大规模抗议活动，但自六四事件以来，学生参与的反政府抗议活动一直很罕见。《金融时报》的莱斯利·虎克（Leslie Hook）认为，这次抗议活动“揭示了该国政治潜在的重要转变：年轻的学生站到了这次为期三天示威活动的前沿，显示出被许多人视为精神萎靡的一代人新的行动主义一面”。她还写道，环境问题和土地使用权问题似乎对“90后”这一代人来说特别有吸引力。斯坦利·鲁伯曼（Stanley Lubman）在《华尔街日报》上写道：“这场抗议活动可能既意味着对公众对环境恶化的愤怒情绪不断增长，又象征着中国年轻一代政治维权行动的兴起。这反过来可能会导致地方政府武断行为所面临的法律挑战开始增加。”中国博客作者安替表示，1990年以后出生的一代人是“在社交媒体中成长起来的一代，因此认为言论自由是一种与生俱来的权利”。
中国官方媒体《环球时报》于7月6日发表社评文章《不应鼓励中学生走上冲突一线》，告诫年轻一代在大规模抗议和政治冲突中置身事外，并且批评了对学生行为作出鼓励的成年人：“在所有正常的和平国家里，中学生的任务都是学习，不被鼓励直接参与国家政治性事件。成年人利用未成年人实现政治目的是不道德的。号召中学生冲锋陷阵，是革命的特征。”文章还以文化大革命期间的红卫兵为例，指出学生运动易受人利用的盲目性：“新中国成立以来中学生爆发力量最突出的一次就是文化大革命。“红卫兵”的主力就是包括中学生在内的年轻学生，各地抄家、批斗、砸文物以及“大串联”的主力也是他们。中学生的冲动和容易被利用，那十年有淋漓尽致的表现。”这篇社评受到了一些中国社交媒体网站的揶揄，一位网民回应指出学校的学生经常被组织起来参加支持共产党统治的政治集会。作家韩寒一方面对不应鼓励未成年人上街的观点表示赞同，但也讽刺称“应取消少先队以及政治课”。

### 社交媒体的重要性
什邡的抗议活动发生后，官办媒体大多对事件的发展保持沉默。例如7月3日，官方媒体《人民日报》和新华社分别针对抗议活动和地方政府有关中止冶炼厂建设的承诺作了简短的报道。社交媒体平台和手机短信由此成为共享抗议活动信息的主要手段。根据香港大学的“中国传媒研究计划”，从7月1日到4日，“新浪微博上发布了约525万条包含‘什邡’字样的微博。其中40万条包含图像，近1万条包含视频。”
一张一手挥舞警棍，另一手持有盾牌的公安追打一群抗议青年的照片引起了一种互联网模因的流行。这位公安经辨认名叫刘波，他的形象经处理到了其他的照片中，显示他在男演员马克·沃尔伯格和奥运会跨栏运动员刘翔身后追逐，或是出现在爱德华·蒙克的画作呐喊中，网络用户们将此事戏称为“刘波很忙”。杰西卡·莱文（Jessica Levine）在《大西洋》杂志上写道，这一图像“代表人们对人民武警涉嫌滥用暴力行为的不满越来越强烈”，她指出，在言论自由受到限制的情况下，这样的模因可以作为文化的风向标。中国社交媒体专家兼博客作家安晓米娜称：“考虑到中国对言论自由的束缚，模因往往是一个可以用来传播政治理念的真正有效方式。”“如果你使用即兴的方式并且与幽默相融合，那么谈论起这些比较紧急的话题时可以会更容易一些。”美国舆论亦将此事和加州大学戴维斯分校胡椒喷雾事件相提并论，后者是2011年加州大学戴维斯分校的警察中尉约翰·派克（Lt. John Pike）使用胡椒喷雾喷射校园中的静坐示威者。